# Blauvelt, New York
Blauvelt, New York (енгл. Blauvelt) насељено је место без административног статуса у америчкој савезној држави Њујорк.

## Демографија
По попису из 2010. године број становника је 5.689, што је 482 (9,3%) становника више него 2000. године.
| Група             | 2000.         | 2010.         |
| Белци             | 4.392 (84,3%) | 4.475 (78,7%) |
| Афроамериканци    | 81 (1,6%)     | 149 (2,6%)    |
| Азијати           | 382 (7,3%)    | 384 (6,7%)    |
| Хиспаноамериканци | 309 (5,9%)    | 613 (10,8%)   |
| Укупно            | 5.207         | 5.689         |